# اسمولیت
اسمولیت‌ها ترکیبات آلی با وزن مولکولی کم هستند که بر خواص سیالات بیولوژیکی تاثیر می‌گذارند. نقش اصلی آن‌ها حفط یکپارچگی سلول‌ها با تاثیر بر ویسکوزیته، نقطه ذوب و قدرت یونی محلول آبی است. هنگامی که یک سلول به دلیل فشار اسمزی خارجی متورم می‌شود، کانال‌های غشایی باز می‌شوند و اجازه خروج اسمولیت‌هایی را می‌دهند که آب را با خود حمل می‌کنند و حجم طبیعی سلول را بازیابی می‌کنند. اسمولیت‌ها هم‌چنین با اجزای تشکیل دهنده سلول تعامل دارند، به عنوان مثال آن‌ها بر تاخوردگی پروتئین تاثیر می‌گذارند. اسمولیت‌های رایج عبارتند از اسیدهای آمینه، قندها، متیل آمین‌ها و اوره.
اسمولیت‌های طبیعی که می‌توانند به عنوان محافظ اسمز عمل کنند عبارتند از تری متیل آمینN-اکسید (TMAO)، دی متیل سلفونیوپروپیونات، سارکوزین، بتائین، گلیسروفسفوریل کولین، میواینوزیتول، تورین، گلیسین و ... .
قابل توجه است که TMAO ظرفیت بازیابی اتصال گلوکوکورتیکوئید به گیرنده‌های جهش‌یافته را دارد.
باکتری‌ها اسمولیت‌ها را برای محافظت در برابر محیط اسمزی بالا جمع می‌کنند. اسمولیت‌ها غیرالکترولیت‌های خنثی خواهند بود، مگر در باکتری‌هایی که نمک‌ها را تحمل می‌کنند.
در انسان، اسمولیت‌ها در مدولای کلیه اهمیت ویژه‌ای دارند.
اسمولیت‌ها در سلول‌های ماهی وجود دارند و از سلول‌ها در برابر فشار آب محافظت می‌کنند. از آن‌جایی که غلظت اسمولیت‌ها در سلول‌های ماهی به صورت خطی با فشار و در نتیجه عمق مقیاس می‌شود، از اسمولیت‌ها برای محاسبه حداکثر عمقی که ماهی می‌تواند زنده بماند، استفاده شده است. سلول‌های ماهی به حداکثر غلظت اسمولیت‌ها در عمق تقریبا 26900فوتی(8200 متری) می‌رسند، بدون اینکه هیچ ماهی بیش از 27349 فوت (8336متر) مشاهده شده باشد.

1. ↑  Paul H. Yancey (2005). "Organic osmolytes as compatible, metabolic and counteracting cytoprotectants in high osmolarity and other stresses". Journal of Experimental Biology. 208 (15): 2819–2830. doi:10.1242/jeb.01730. PMID 16043587.
2. ↑  Review of Medical Physiology, William F. Ganong, McGraw-Hill Medical, ISBN 978-0-07-144040-0.
3. ↑  Bolen DW, Baskakov IV (2001). "The osmophobic effect: natural selection of a thermodynamic force in protein folding". Journal of Molecular Biology. 310 (5): 955–963. doi:10.1006/jmbi.2001.4819. PMID 11502004.
4. ↑  author, Su, Zhaoqian (2017). Roles of cosolvents on protein stability. https://digitalcommons.njit.edu/dissertations/48/OCLC%5Bپیوند+مرده%5D 1245504372
5. ↑  Neuhofer, W.; Beck, F. X. (2006). "Survival in Hostile Environments: Strategies of Renal Medullary Cells". Physiology. 21 (3): 171–180.
6. ↑  Miller, AL; Elam, WA; Johnson, BH; Khan, SH; Kumar, R; Thompson, EB (2017). "Restored mutant receptor:Corticoid binding in chaperone complexes by trimethylamine N-oxide". PLOS ONE. 12 (3): e0174183.
7. ↑  Csonka LN (1989). "Physiological and genetic responses of bacteria to osmotic stress". Microbiology and Molecular Biology Reviews. 53 (1): 121–147. doi:10.1128/mr.53.1.121-147.1989. PMC 372720. PMID 2651863.
8. ↑  Gallazzini, M.; Burg, M. B. (2009). "What's New About Osmotic Regulation of Glycerophosphocholine". Physiology. 24 (4): 245–249.
9. ↑  Yancey PH, Gerringer ME, Drazen JC, Rowden AA, Jamieson A (2014). "Marine fish may be biochemically constrained from inhabiting the deepest ocean depths". PNAS. 111 (12): 4461–4465.
10. ↑  Lu, Donna (3 April 2023). "Scientists find deepest fish ever recorded at 8,300 metres underwater near Japan". The Guardian. London. Retrieved 25 May 2023.